# Katastrofa lotu Austrian Airlines 901
Katastrofa lotu Austrian Airlines 901 – katastrofa lotnicza, która wydarzyła się 26 września 1960 roku w okolicach lotniska Szeremietiewo w Moskwie. W wyniku katastrofy samolotu Vickers Viscount należącego do linii lotniczych Austrian Airlines, śmierć poniosło 31 osób (26 pasażerów oraz 5 członków załogi) z 37 znajdujących się na pokładzie. 
Vickers Viscount (nr. rej. OE-LAF), który uległ katastrofie został wyprodukowany w 1960 roku. Swój pierwszy lot maszyna odbyła 10 lutego 1960 roku, a do linii Austrian Airlines została dostarczona 23 lutego tego samego roku. 
Feralnego dnia, samolot odbywał lot na linii Wiedeń – Warszawa – Moskwa. Przed godziną 21:40, samolot dostał zgodę na lądowanie na pasie 07 lotniska Szeremietiewo. Podczas zniżania samolot zawadził o czubki drzew i rozbił się. Katastrofa miała miejsce 11 kilometrów od końca pasa startowego 07. Spośród 37 osób przebywających na pokładzie, katastrofę przeżyło tylko 6 osób. 
Przyczyn katastrofy nigdy do końca nie ustalono. Najbardziej prawdopodobną przyczyną tragedii jest awaria wysokościomierza samolotu.